# Сход ледника Колка
Сход ледника Колка — природная катастрофа, произошедшая 20 сентября 2002 года в Кармадонском ущелье в Северной Осетии. В результате неё погибли и пропали без вести 125 человек, в их числе съёмочная группа фильма «Связной» во главе с режиссёром и актёром Сергеем Бодровым-младшим.

## Развитие событий
20 сентября 2002 года в Кармадонском ущелье крупнейшая в России гляциальная катастрофа унесла жизни как минимум 125 человек. По официальным данным, при сходе гляциального селя тогда погибли 19 человек, 106 числятся пропавшими без вести, в том числе 42 человека из съёмочной группы кинорежиссёра Сергея Бодрова-младшего, снимавшего в Северной Осетии фильм «Связной».
Ледово-грязе-каменный поток 20 сентября 2002 года, стартовав в 20 часов 8 минут, стремительно продвинулся почти на 20 км по долине реки Геналдон со скоростью 150—200 км/час, разрушив строения, базы отдыха, линии электропередачи. В результате подпруживания реки Геналдон и её притоков образовалось несколько запрудных озёр. Во многом катастрофа 2002 года стала неожиданностью для специалистов и органов власти, которые, памятуя о подвижке 33-летней давности, предполагали при новом наступании аналогичное плавное и замедленное движение ледника, не сопровождающееся разрушительными последствиями. Кроме того, выдвигаются версии продвижения ледника, связанные не с типичной пульсацией ледника Колка (по прогнозам гляциологов, она должна была произойти около 2030 года), а с внезапной подвижкой, обусловленной комплексом причин сейсмического, вулканического и метеорологического характера.

## Гипотезы о причинах катастрофы
Современные исследователи, работающие и в 2008 году на территории Геналдонской катастрофы, склонны относить её к относительно малоизвестному типу многостадийных гляциальных катастроф.
Не существует единой версии о причинах гляциальной катастрофы в долине Геналдона в 2002 году. Выделяется 3 версии причин катастрофы: сейсмическая, вулканическая и метеорологическая. Некоторые учёные склонны считать, что в причинах схода ледника принимали участие все три механизма.
Согласно первой гипотезе (Л. А. Варданянц, В. Д. Панов), катастрофа обусловлена подземными толчками, которые способствовали уменьшению трения на ложе висячих ледников.
Вулканическая версия (В. Р. Болов, А. П. Полквой) возникла по причине того, что на месте после катастрофы ощущался сильный сероводородный запах; также на склоне Джимарай-Хох на аэрофотоснимках были обнаружены предположительно две фумаролы после происшествия. Вулканические газы могли создать отепляющее воздействие на ложе ледников.
Согласно метеорологической гипотезе, на леднике в течение предыдущих лет выпадало много осадков в твёрдом виде, а лето было холодным и влажным, что обусловило высокий положительный ледниковый баланс. Соответственно, произошло накопление экстремальной массы висячих ледников, излишки которой создали предпосылки для срыва крупного ледяного массива.
В СМИ часто высказывались гипотезы о том, что ледник Колка является пульсирующим, и катастрофа была просто очередной его подвижкой. Эта версия является дискуссионной и принимается только частью учёных, поскольку пульсирующие ледники имеют гораздо меньшие скорости движения, движение происходит в несколько стадий и для них не характерен отрыв языка ледника от остальной его части.
Гляциолог Владимир Котляков с коллегами отмечали, что причиной катастрофы стала группа факторов. Процессы новейшей тектоники в совокупности с климатическими аномалиями предшествующих лет и данного года привели к резкой интенсивной обвальной деятельности на северном склоне горы Джимара.
Геоморфологически мгновенная дестабилизация ледника Колка вследствие поступления на его поверхность огромного количества обломочного материала объясняется особенностями его строения, главным образом, затруднённым стоком из его тыловой части. Внутриледниковые каналы стока могли быть перекрыты. Этот факт, наряду с тепловым воздействием вулкана Казбек, способствовал накоплению избыточной массы воды под ледником.
Пусковым механизмом катастрофы, вероятно, было обрушение сводов над внутренними или подлёдными полостями ледника, заполненными водой. Высказываются даже предположения о том, что ледник катастрофически вышел из своего ложа благодаря газовым извержениям или газодинамическому выбросу.
Однако, как полагает Д. А. Петраков, более реалистичным триггером катастрофы представляется все же очередной обвал, который оставил след на левой береговой морене и мог способствовать срыву верхней дестабилизированной части ледника. Предполагается, что эта часть (лёд, насыщенный водой и каменным материалом), «проехала» по языку ледника и, направляемая поворотом левой береговой морены, перехлестнула через правую морену на «поляну Шелестенко». На срыв тыловой части ледника Колка сразу же отреагировал его язык. Импульс движению мог дать и отрыв нижней части ледника по разлому, который располагался в нижних частях его крутых притоков. Основная же масса льда прошла через каньон между ледником Майли и отрогом пика Геодезистов.
Таким образом, заключают специалисты, движение ледово-водно-каменного потока во время Геналдонской катастрофы 2002 года имело ряд особенностей:
- экстремальные скорости (до 250 км/ч) при относительно небольшом уклоне долины;
- поток «разжижался» по мере продвижения вниз по долине;
- дальность выброса потока была аномально высокой, масса льда остановилась в Кармадонской котловине, а ниже Скалистого хребта наблюдался типичный сель со скоростью воды из-под завала в 17 м/с и более;
- наличие заплесков на высоту до 250 м;
- поток состоял из двух основных волн, которые двигались одна за другой.

На участке от ледника Колка до Кармадонских ворот характер движения определяется как промежуточная стадия между лавиной и селем, имеющая признаки обоих явлений.

## Гибель съёмочной группы
20 сентября 2002 года в Кармадонском ущелье проходили съёмки эпизода фильма Сергея Бодрова «Связной». Вечером, по пути обратно в город, кинематографистов, среди которых были семеро участников конного театра «Нарты», настиг несущийся по ущелью поток гляциального селя. Спастись никто не успел. Крупномасштабные спасательные и поисковые работы не привели к обнаружению тел, несмотря на то, что сообщения об обнаружении останков режиссёра периодически просачивались в жёлтые интернет-издания. Однако по мере таяния ледника, которое будет продолжаться десятилетиями, картина трагедии может проясниться.
За месяц до трагедии у Сергея Бодрова родился сын Александр, что задержало Сергея в Москве почти на месяц, хотя уехать на съёмки он должен был ещё в конце августа и провести в горах всего десять дней.
В ночь перед трагедией Сергей Бодров позвонил жене Светлане. Сергей расспрашивал её о детях. Супруги долго не могли попрощаться, и прежде, чем положить трубку, Бодров сказал жене: «Береги детей».
20 сентября 2002 года в 20 часов 8 минут 30 секунд глыба висячего ледника объёмом около 8 миллионов кубометров, сорвавшаяся с восточного отрога горы Джимарайхох с высоты 4350 метров, упала на тыловую часть ледника Колка, создав смертоносный ледовый обвал и селевой поток. Общий объём пришедшей в движение ледово-каменной массы достигал 125—130 млн кубометров. Основная её часть остановилась у скалистой расщелины «Кармадонских ворот», через которую было выброшено более 10 млн кубометров воды, крупных и мелких обломков скальных пород и льда. Вся эта масса в виде гляциального селевого потока устремилась вниз по долине реки, сокрушая все на своём пути. Этот поток накрыл Кармадонское ущелье, в котором находился Сергей Бодров и его съёмочная группа, включая семерых участников конного театра «Нарты». «Трасса Ростов—Баку», которая указана в сценарии, была той самой дорогой в тридцать километров, ведущей от посёлка Гизель до Кармадонского ущелья.
Существует несколько версий о том, чем в момент трагедии занимались Бодров и съёмочная группа. По одной из версий, съёмочный процесс уже был завершён, и участники съёмок уже отправлялись в гостиницу, но им по пути встретились местные жители, которые пригласили всех в расположенную неподалёку деревню на поминки одного влиятельного человека. По другой версии, после окончания съёмок группа расположилась в ущелье на пикнике. Также существует версия, что в момент трагедии группа передвигалась по ущелью в автомобилях, и были даже очевидцы, которые видели машины, успевшие заехать в тоннель. Также были очевидцы, видевшие, как люди из группы Бодрова бежали к соседней штольне.
Анализ скоростей движения и характера разрушения бортов ущелья позволил специалистам сделать вывод, что по долине мчался со скоростью около 200 км/ч вращающийся вал из глыб льда и осколков горных пород высотой до 250 метров. Общая протяжённость пути схода ледового обвала и гляциального селя составила свыше 30 километров. Большая энергия и скорость потока обусловили полное или частичное разрушение жилья, дорог и дорожных сооружений, баз отдыха по долине реки Геналдон и ниже её слияния с рекой Гизельдон. Полностью разрушены 3-этажный корпус санатория «Кармадон», две линии электропередач, очистные сооружения санатория, скважины водозабора. Были блокированы, остались без газа и электроснабжения горные сёла Тменикау, Кани, Кармадон, Кобан, Горная Саниба. В нижней части долины высота ледяной стены превысила 120 метров.
21 сентября 2002 года в 12 часов дня неизвестный позвонил в дежурную часть МЧС и представился Бодровым, заявив: «у нас все нормально».

## Спасательные работы
Утром 21 сентября спасатели МЧС, сотрудники МВД, работники дорожных служб, лесной охраны, военнослужащие приступили к поиску людей, оказанию помощи пострадавшим, разбору завалов в зоне схода гляциального селевого потока ниже «Кармадонских ворот». Глава МЧС России Сергей Шойгу тогда заявил, что федеральный бюджет выделил на ликвидацию последствий около 6 миллиардов рублей. За время поисково-спасательных работ были обнаружены тела 19 погибших, десятки фрагментов тел, опознаны 14 мужчин и 3 женщины. В списках пропавших без вести долго значились около 120 человек. Из зоны бедствия живыми в больницу поступили только два человека — Марат Датиев и Алан Бетрозов.
Геологами объявлялось, что ледник Колка будет таять 12 лет. По прошествии этого времени ледник стаял почти полностью, однако останки тел найти не представляется возможным, так как камни и грязь образовали бронированный чехол, под которым проходят сточные воды, вымывающие всё, что могло остаться от погибших.
Спасательные работы в Кармадонском ущелье продолжались более полутора лет. Всё это время, кроме спасателей и учёных, поиски пропавших без вести вели их близкие и добровольцы, которые разбили в ущелье постоянный лагерь. Они до последнего надеялись, что кто-то мог укрыться в тоннеле. Родные погибших настояли на том, чтобы пробурить в толще льда скважины, которые вывели бы спасателей в тоннель. Специалисты считали эту попытку бесперспективной, так как под 100-метровой толщей льда практически невозможно было рассчитать место расположения бывшего тоннеля. Между тем спасатели всё-таки прорубили 19 скважин и только 20-я, длиной 69 метров, привела их в тоннель. Однако он оказался заполнен водой, что полностью исключало версию спасения людей. Таким образом, крупномасштабные спасательные и поисковые работы не дали результата. 7 мая 2004 года было принято решение о прекращении поисков.
В марте 2008 года работники предприятия «Горный клуб „Каскад“», которые прокладывали трубопровод по берегу реки Геналдон, обнаружили вымытые из селевой массы фрагменты кузова автомобиля марки Москвич (по другим данным — РАФ), в котором были найдены обрывки истлевшей одежды и человеческие останки. Позже анализ ДНК установил, что это был 40-летний Иранбек Цирихов (его пятилетняя дочь Альбина и двоюродный брат Виталий Царахов, которые тоже находились в машине, найдены не были).

## Реакция родных и близких

### Сергей Бодров (старший)
На следующий день после схода ледника, в полдень, во Владикавказ прилетел Сергей Бодров-старший. Он отправился к месту трагедии. Несколько часов молча простоял у ледника, затем попросил отвезти его в гостиницу, где жил сын. Он заперся в его номере и не выходил до следующего утра.

…С Сергеем Бодровым-старшим мы встретились во Владикавказе. Вместе поехали на место схода ледника в Кармадонское ущелье. Он до последнего дня не верил, что его сына невозможно спасти. «Пока не увижу своими глазами, что там творится, не поверю», — говорил он ребятам из съёмочной группы.
С утра стояла ясная погода. Машина режиссёра подъехала к леднику около двух часов дня. Сорок минут он просидел на траве, глядя на серые глыбы льда. Будто ждал кого-то. За это время Сергей Владимирович не проронил ни слова. Затем он так же молча подошёл к машине. «Искать здесь больше некого», — вздохнул Бодров. На следующий день он забронировал билет в Москву.
— Отрывок из статьи Ирины Бобровой (корреспондента газеты «Московский Комсомолец»).

### Виктор Сухоруков
После съёмок фильма «Брат 2» Сергей Бодров подарил Виктору Сухорукову плащ и шляпу, в которых снимался в финальной сцене. Сухоруков три года не надевал эти плащ со шляпой, но 19 сентября 2002 года у него должны были состояться съёмки на телевидении, и Сухоруков надел их в первый раз, не зная, что у Бодрова именно в этот день впервые начались съёмки фильма «Связной». А на следующий день Сухоруков услышал в новостях о сошедшем леднике.
И первая мысль — я ж пальто его вчера надел! И закружилась голова… Я же все вспомнил — и наши разговоры ночные в Чикаго, и кинотеатр «Пушкинский»… Может, поэтому и застрял дома на несколько дней. Никуда не выходил. Сидел только у телевизора. А в моей квартире жил телефон. Он трындел беспрестанно…

### Алексей Балабанов
Алексей Балабанов был не только коллегой, но и близким другом Сергея Бодрова, и очень сильно переживал из-за трагедии, так как под лавиной, кроме Бодрова, погибла целая команда родных людей из его съёмочной группы. После случившегося он сказал, что жизнь кончилась. В день гибели Бодрова Балабанов должен был присутствовать на съёмках, но в последний момент что-то помешало ему поехать. Балабанов считал, что погиб вместе с группой Бодрова. Особенно тяжело ему было последние пять лет перед своей смертью.

### Леонид Якубович
Во время съёмок телепередачи «Сергей Бодров. Последние 24 часа» на месте трагедии побывал телеведущий Леонид Якубович, снимавшийся с Бодровым в эпизоде фильма «Брат 2».
Я был в Кармадоне, в этом месте, примерно через месяц после трагедии. Мы стояли на этом месте, на этом странном месиве из огромных валунов, деревьев, перемешанных со льдом. Никак не могли себе представить, что это произошло сейчас. Заполненная чаша этим кошмаром, этой грязью, этим ужасом, и… абсолютная тишина кругом. Я не думаю, что где-нибудь в мире существует ещё один, простите, такой страшный, такой огромный, такой естественный памятник человеку.

## Судебные тяжбы
Валентина Бодрова и Елена Зиничева — матери погибших актёров Сергея Бодрова-младшего и Тимофея Носика — в судебном порядке просили правительство Российской Федерации, Федеральное казначейство, а также правительство Республики Северная Осетия-Алания выплатить им компенсацию причинённого морального и материального ущерба. Тверской суд Москвы отклонил иск. Мосгорсуд признал законным решение Тверского суда столицы, который отказал в удовлетворении иска к правительству РФ, Федеральному казначейству, а также правительству РСО-Алания о выплате компенсаций в размере 500 тысяч долларов в пользу Валентины Бодровой и 400 тысяч долларов в пользу Елены Зиничевой.
20 февраля 2006 года Валентина Бодрова и Елена Зиничева подали повторный иск в Европейский суд по правам человека о том, что, несмотря на запрет капитального строительства в ущелье, там были возведены жилые дома и функционировала дорога. Кроме того, в ущелье не было ни одного предупреждающего знака об угрозе схода ледника и были нарушены три статьи Европейской конвенции по правам человека:
1. нарушение части 1 статьи 2 Европейской конвенции, гарантирующей право на жизнь;
2. нарушение статьи 6 Конвенции — право на справедливое судебное разбирательство;
3. нарушение статьи 13 Конвенции, гарантирующей право на эффективное средство правовой защиты[31][32][33].

По состоянию на 2024 год иск так и не был рассмотрен судом.
Елена Зиничева:
Мы с Валентиной Николаевной сделали то, что считали нужным и, конечно, не из-за денег. А чтобы привлечь к этому внимание. И чтобы не то, чтобы понесли наказание эти люди, а чтобы люди исполняли свои обязанности и впредь можно было избежать таких трагедий.

## Список пропавших без вести в Кармадонском ущелье
В различных источниках списки пострадавших разнятся, на мемориальной плите указаны имена 54 пропавших без вести, однако в действительности от схода ледника Колка погибло 125 человек.
| Основная съёмочная группа Сергея Бодрова |
| --- |
| 1. Бодров, Сергей Сергеевич — режиссёр-постановщик 2. Богданов, Алексей Михайлович — ассистент звукорежиссёра 3. Волокушин, Сергей Алексеевич — осветитель 4. Галазов, Хазби Казбекович (в некоторых источниках имя пишется как Хашби или Хажби) — актёр 5. Гуревич, Даниил Петрович — оператор-постановщик 6. Денисов, Роман Владимирович — осветитель 7. Десятчиков, Владимир Алексеевич — водитель (светобаза) 8. Жукова, Ольга Владимировна — художник по гриму 9. Завазальская, Ольга Романовна — ассистент режиссёра по площадке 10. Карташов, Владимир Юрьевич — художник-постановщик 11. Кулдошин, Юрий Алексеевич — водитель (лихтваген) 12. Липартия, Марина Борисовна — ассистент режиссёра 13. Малышев, Роман Васильевич — дольщик 14. Новиков, Андрей Анатольевич — осветитель 15. Новиков, Олег Александрович — звукорежиссёр 16. Носик, Тимофей Владимирович — директор съёмочной группы 17. Петнюнас, Сергей Владиленович — декоратор 18. Сургучев, Дмитрий Владимирович — постановщик сцен с животными 19. Сыромятникова, Наталия Сергеевна — костюмер 20. Тутова, Дарья Евгеньевна — ассистент художника по костюмам 21. Федосеева, Евгения Владимировна — реквизитор 22. Шарапов, Виктор Владимирович — ассистент художника-постановщика 23. Шелест, Татьяна Николаевна — ассистент по актёрам |

| Временные сотрудники съёмочной группы Сергея Бодрова (Северная Осетия, Владикавказ) |
| --- |
| 1. Цуциев Валерий Аврамович — водитель 2. Салбиев Виталий Александрович — рабочий 3. Цирихов Заурбек Александрович — рабочий 4. Сикоев Алик Майрамович — сотрудник ГИБДД 5. Гиоев Заурбек Заурбекович — сотрудник ГИБДД 6. Макиев Давид Владимирович — сотрудник ОМОН 7. Тедеев Янис Жакоевич — сотрудник ОМОН 8. Петухов Иван Владимирович — военнослужащий 9. Бабичев Сергей Викторович — военнослужащий 10. Мелисетянц Рената Сергеевна — официантка 11. Гурциев Виталий Мирзаевич — водитель 12. Тетюшев Владислав Юрьевич — водитель 13. Тохтиев Руслан Ахтемирович — артист конного театра «Нарты» 14. Засеев Виктор Махарбекович — артист конного театра «Нарты» 15. Газанова Марина Владимировна — артистка конного театра «Нарты» 16. Сланов Сослан Аликович — артист конного театра «Нарты» 17. Багаев Заза Эльдзарович — артист конного театра «Нарты» 18. Кесаонов Алан Аликович — артист конного театра «Нарты» 19. Канатов Таузбек Таузбекович — артист конного театра «Нарты» 20. Щекалёв А. Н. — воин-пограничник 21. Пронин А. Н. — воин-пограничник (возможно, он же Пронин Евгений — военнослужащий) |

| Местные жители |
| --- |
| 1. Бегизова Марина Казбековна 2. Джихаев Валерий 3. Баскаев Сослан 4. Темираев Асланбек 5. Цховребов Игорь 6. Цахилов Виктор 7. Плиев Давид 8. Пагаев Дзамболат Георгиевич 9. Таутиева Калимат Темболатовна 10. Таутиева Галлоева Залина 11. Таутиев Каурбек Ахсарбекович 12. Таутиева Ирина Ахсарбековна 13. Таутиев Георгий Ахсарбекович 14. Касаев Мурат Русланович |

## Избежавшие трагедии
По сюжету фильма «Связной», из главных героев в живых остаются наркокурьер Катя (Анна Дубровская) и режиссёр Армен (Александр Мезенцев). По стечению обстоятельств именно актёры, исполнявшие эти роли, не погибли при сходе ледника, так как они не должны были участвовать в тот момент в съёмках и находились в совершенно другом месте.
Анна Дубровская долгое время числилась в списках пропавших без вести, так как была во Владикавказе в день трагедии и улетела утром 20 числа в Москву, играть Дездемону в театре имени Вахтангова.
Кроме того, на съёмки опоздали несколько участников театра «Нарты»: актёр Казик Багаев, берейтор Арсен Дзагуров и конник Болат Калоев (у которого в этот день был день рождения) — это опоздание спасло им жизнь.
Операторы Игорь Гринякин и Наталья Вотрен успели уехать за десять минут до схода лавины. Сотрудник группы Руслан Кабанов уехал в селение Тменикау незадолго до схода ледника, вернувшись, узнал, что в Кармадоне у него погибла мама.
Друг Сергея Бодрова-младшего режиссёр Алексей Балабанов должен был присутствовать на съёмках в день схода лавины, но в последний момент что-то помешало ему поехать.

## Память
В память о жертвах трагедии у входа в ущелье была установлена мемориальная плита, а также открыт памятник в семи километрах от селения Гизель, в том месте до которого дошёл ледник. Мемориал представляет собой юношу, заточённого в глыбу льда.
Также, на средства добровольных пожертвований, на месте бывшего лагеря «Надежда» в Кармадонском ущелье был установлен памятник «Скорбящая мать». Это медная скульптура скорбящей матери, ждущей своего ребёнка, рядом с которой расположена 25-тонная каменная глыба, принесённая ледником, на которую поместили гранитную плиту с именами тех, кого так и не удалось найти в районе Кармадонского тоннеля.
- Памятник «Скорбящая мать»
- Плита со списком пропавших без вести
- Памятник погибшим от схода ледника Колка

Каждый год 20 сентября в Кармадонском ущелье собираются родные и близкие погибших.
К первой годовщине трагедии музыкант и композитор Анатолий Герасимов совместно с родителями и друзьями погибшего оператора Даниила Гуревича записал диск «Кармадон блюз» и выступил с одноимённым концертом, посвящённым памяти погибших. Пластинка была выпущена ограниченным тиражом и содержала в себе десять композиций.

## Программы, посвящённые Кармадонской трагедии
| Год  | Канал              | Программа                                            |
| ---- | ------------------ | ---------------------------------------------------- |
| 2007 | НТВ                | Трагедия в Кармадонском ущелье не забыта             |
| 2012 | Первый канал       | Десять лет трагедии в Кармадонском ущелье            |
| 2012 | Первый канал       | Кармадон. 10 лет спустя                              |
| 2013 | Рен ТВ             | Обжигающий лёд. Тайна Кармадонской трагедии          |
| 2017 | Интернет-шоу вДудь | Сергей Бодров — главный русский супергерой (Youtube) |
| 2017 | ГТРК Алания        | Сход                                                 |

## В культуре
К 25-летию кинодилогии «Брат» (1997, 2000) Алексея Балабанова, в которой Сергей Бодров-младший сыграл главную роль Данилы Багрова, российское издательство Bubble Comics выпустило комикс-антологию «Брат. 25 лет». В заключительной новелле комикса «Старики-разбойники» сообщается, что Данила Багров, как и Сергей Бодров-младший в реальной жизни, погиб при сходе ледника в Кармадонском ущелье.